# Vladimir Moragrega
Vladimir Moragrega Soto (Ahome, Sinaloa; 26 de julio de 1998) es un futbolista mexicano. Su posición es Delantero y su actual club es el C.D. Tapatío de la Liga de Expansión MX.

## Trayectoria

### Club Atlético de San Luis
El 21 de junio de 2021 se hace oficial su llegada al Club Atlético de San Luis.

### Atlético Ottawa
El 22 de febrero de 2022 se da a conocer su transferencia al Atlético Ottawa a préstamo durante toda la temporada. Su primer partido con el equipo fue el 9 de abril en liga ante el Cavalry FC entrando de cambio al 79', su equipo terminaría ganando el encuentro por marcador de 1-0.

### Atlético La Paz
El 30 de diciembre es presentado como nuevo jugador del Club Atlético La Paz de cara al Clausura 2023. Su primer partido con el club fue el 4 de enero en liga ante Mineros de Zacatecas arrancando como titular y completando todo el encuentro, al final su equipo terminaría ganando el encuentro por marcador de 2-0.

### Correcaminos de la UAT
El 3 de junio de 2023 se hace oficial su llegada a los Correcaminos de la UAT.

## Estadísticas

### Clubes
Actualizado al último partido jugado el 7 de noviembre de 2024.
| C. Tijuana Premier · México       | 3.ª                 | 2017                | 14  | 9  | -  | - | - | - | 14  | 9  | 0.64 |
| C. Tijuana Premier · México       | 3.ª                 | 2017-18             | 33  | 11 | -  | - | - | - | 33  | 11 | 0.33 |
| C. Tijuana Premier · México       | Total               | Total               | 47  | 20 | 0  | 0 | 0 | 0 | 47  | 20 | 0.43 |
| Alebrijes · México                | 2.ª                 | 2018-19             | 6   | 0  | 8  | 1 | - | - | 14  | 1  | 0.07 |
| Alebrijes · México                | Total               | Total               | 6   | 0  | 8  | 1 | 0 | 0 | 14  | 1  | 0.07 |
| Dorados · México                  | 2.ª                 | 2019                | 0   | 0  | 1  | 0 | - | - | 1   | 0  | 0.00 |
| Dorados · México                  | Total               | Total               | 0   | 0  | 1  | 0 | 0 | 0 | 1   | 0  | 0.00 |
| Murciélagos F. C. · México        | 3.ª                 | 2019-20             | 5   | 2  | -  | - | - | - | 5   | 2  | 0.40 |
| Murciélagos F. C. · México        | Total               | Total               | 5   | 2  | 0  | 0 | 0 | 0 | 5   | 2  | 0.40 |
| Atlante F. C. · México            | 2.ª                 | 2020-21             | 38  | 7  | -  | - | - | - | 38  | 7  | 0.18 |
| Atlante F. C. · México            | Total               | Total               | 38  | 7  | 0  | 0 | 0 | 0 | 38  | 7  | 0.18 |
| C. Atlético de San Luis · México  | 1.ª                 | 2021-22             | 0   | 0  | -  | - | - | - | 0   | 0  | 0.00 |
| C. Atlético de San Luis · México  | Total               | Total               | 0   | 0  | 0  | 0 | 0 | 0 | 0   | 0  | 0.00 |
| Atl. Ottawa · Canadá              | 1.ª                 | 2022                | 23  | 1  | 1  | 0 | - | - | 24  | 1  | 0.06 |
| Atl. Ottawa · Canadá              | Total               | Total               | 23  | 1  | 1  | 0 | 0 | 0 | 24  | 1  | 0.06 |
| C. A. La Paz · México             | 2.ª                 | 2023                | 14  | 1  | -  | - | - | - | 14  | 1  | 0.07 |
| C. A. La Paz · México             | Total               | Total               | 14  | 1  | 0  | 0 | 0 | 0 | 14  | 1  | 0.07 |
| Correcaminos de la UAT · México   | 2.ª                 | 2023-24             | 27  | 9  | -  | - | - | - | 27  | 9  | 0.33 |
| Correcaminos de la UAT · México   | Total               | Total               | 27  | 9  | 0  | 0 | 0 | 0 | 27  | 9  | 0.33 |
| Atlante F. C. · México            | 2.ª                 | 2024-25             | 14  | 19 | -  | - | - | - | 14  | 19 | 0.79 |
| Atlante F. C. · México            | Total               | Total               | 14  | 19 | 0  | 0 | 0 | 0 | 14  | 19 | 0.79 |
| Total en su carrera               | Total en su carrera | Total en su carrera | 175 | 51 | 10 | 1 | 0 | 0 | 185 | 52 | 0.28 |
| (1) Incluye datos de Copa México. |                     |                     |     |    |    |   |   |   |     |    |      |